# گوفردو فوفی
گوفردو فوفی (ایتالیایی: Goffredo Fofi؛ ‏ ۱۵ آوریل ۱۹۳۷ – ۱۱ ژوئیهٔ ۲۰۲۵) روزنامه‌نگار، منتقد، نویسنده، فیلم‌نامه‌نویس و منتقد ادبی ایتالیایی در حوزه‌های سینما، ادبیات و تئاتر بود. از فیلم‌ها یا برنامه‌های تلویزیونی که وی در آن نقش داشته است می‌توان به هیولا را در صفحه اول علم کن و خائن اشاره کرد.

## زندگی و حرفه
فوفی در ۱۵ آوریل ۱۹۳۷ در گوبیو به دنیا آمد. او در سال ۱۹۵۵ به پالرمو نقل مکان کرد و فعالیت‌های دانیلو دولچی او را به این شهر کشاند.
در نیمهٔ نخست دههٔ ۱۹۶۰ به پاریس رفت و در مجلهٔ سینمایی پوزیتیف مشغول به کار شد. پس از بازگشت به ایتالیا، همراه با پی‌یرجورجو بلوکیو و گراتسیا کرکی، مجلهٔ کوادرنی پیاچنتینی را بنیان‌گذاری کرد و تحقیق روزنامه‌نگارانه‌اش با عنوان مهاجرت جنوبی به تورین را نوشت. این اثر به دلیل انتقاد از سیاست‌های شرکت خودروسازی فیات نسبت به مهاجران، از سوی انتشارات تورینی اینائودی رد شد و در عوض توسط فلترینی منتشر گردید. در سال ۱۹۶۷، او مجلهٔ سینمایی اومبره روسه را در تورین بنیان نهاد؛ نشریه‌ای با محتوایی شدیداً سیاسی که ارتباط نزدیکی با جنبش‌های دانشجویی و کارگری داشت.
فوفی حقوق نشر رمان امانوئل را برای یک انتشارات خریداری و ترجمهٔ ایتالیایی آن را ویرایش کرد؛ نخستین نسخهٔ این ترجمه به اتهام «محتوای مستهجن» از سوی قوهٔ قضائیه توقیف شد، اما این رمان با اقتباس سینمایی‌اش با همین نام، به اثری پرفروش تبدیل شد.
او در سال ۱۹۹۷ مجلهٔ ادبی لو استرانیه‌رو را بنیان‌گذاری کرد که انتشار آن تا پایان سال ۲۰۱۶ ادامه یافت.
فوفی در ۱۱ ژوئیهٔ ۲۰۲۵ در رم، در سن ۸۸ سالگی درگذشت.